# Rolf Arsenius
Rolf Arsenius, född 25 mars 1954, död 17 oktober 2024, var en svensk programledare i radio och TV.
I Sveriges Radio ledde han, till exempel, P3-programmen Nightflight, Smultron och Tång, Radio FM och Radioapparaten. När den privata lokalradio startade i Sverige ledde Arsenius eftermiddagssändningarna i Megapol under fem år. Därefter flyttade han till Vinyl 107, där han, bland annat gjorde det dagliga matprogrammet Matbiten tillsammans med kollegan Tommy Blom. 2006 bytte Arsenius uppdragsgivare till Försvarsmakten där han var verksam inom public affairs och utbildning i mediarelationer och utbildning inom samma område. Under några år hördes han som programledare i Skärgårdsradion i Stockholm. Rolf Arsenius har tre gånger belönats med Stora Radiopriset.